# Surinaamse keuken

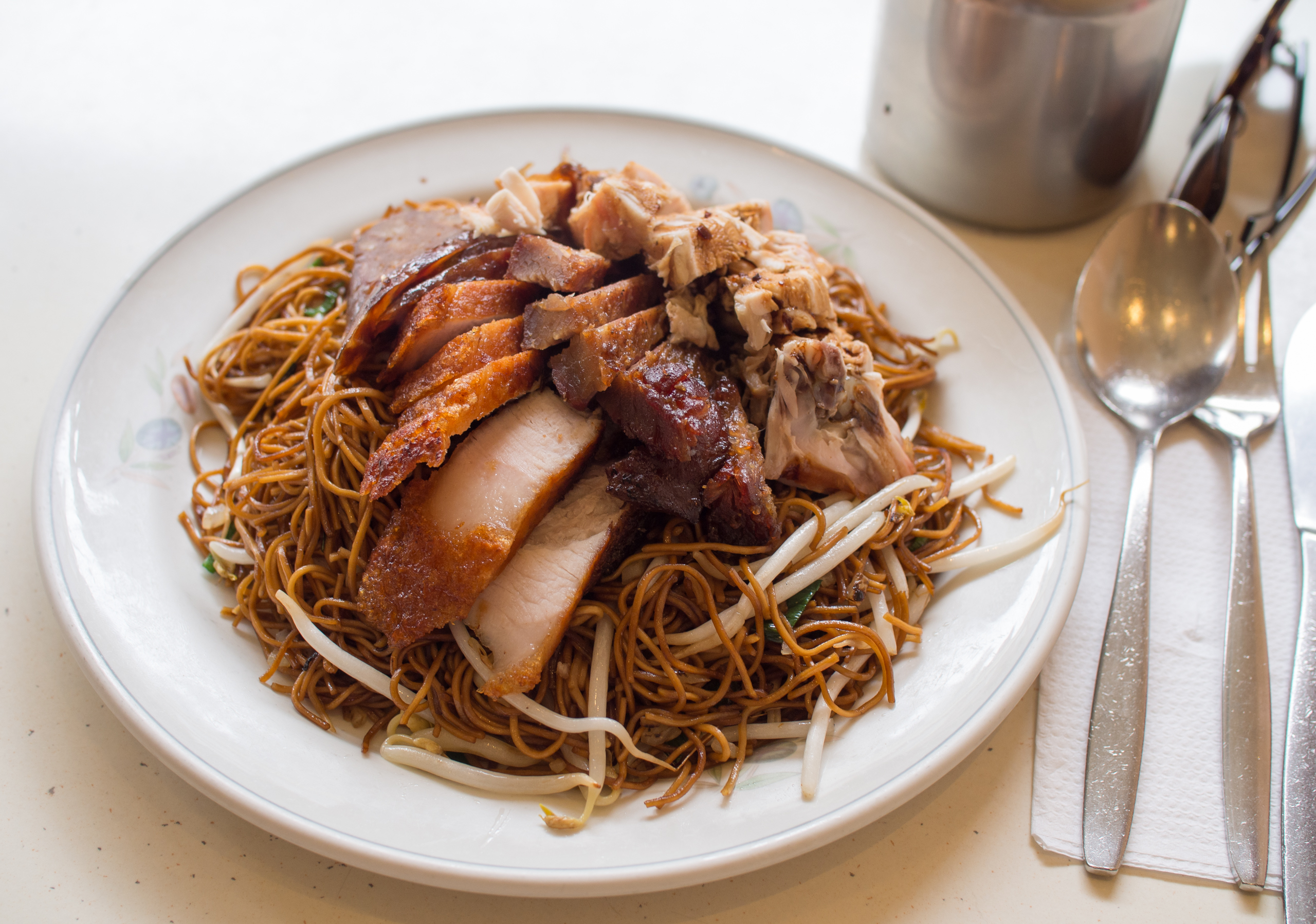
Tjauw min moksi meti

De Surinaamse keuken is zeer uitgebreid, aangezien de bevolking van Suriname afkomstig is uit nagenoeg alle werelddelen. De Surinaamse keuken is daardoor een combinatie van een groot aantal internationale keukens, onder andere de Indiase, Afrikaanse, Indonesische (Javaanse), Chinese, Nederlandse, Joodse, Portugese en Inheemse.
Dit heeft ervoor gezorgd dat de Surinaamse keuken veel gerechten kent waarbij de verschillende bevolkingsgroepen elkaars gerechten en ingrediënten zijn gaan gebruiken en beïnvloeden (fusie), waaruit weer nieuwe Surinaamse gerechten ontstonden. Bekende gerechten zijn roti, nasi goreng, bami, pom, moksi alesi, moksi meti, snesi foroe en losi foroe. Uit deze vermenging van de culturen met de Surinaamse is de unieke Surinaamse keuken ontstaan.
In 2013 won de Surinaamse ambassade in Zuid-Afrika een prijs op de Diplomatic Fun Fair in Pretoria voor de smaak en de presentatie van het voedsel in de stand.

## Eten

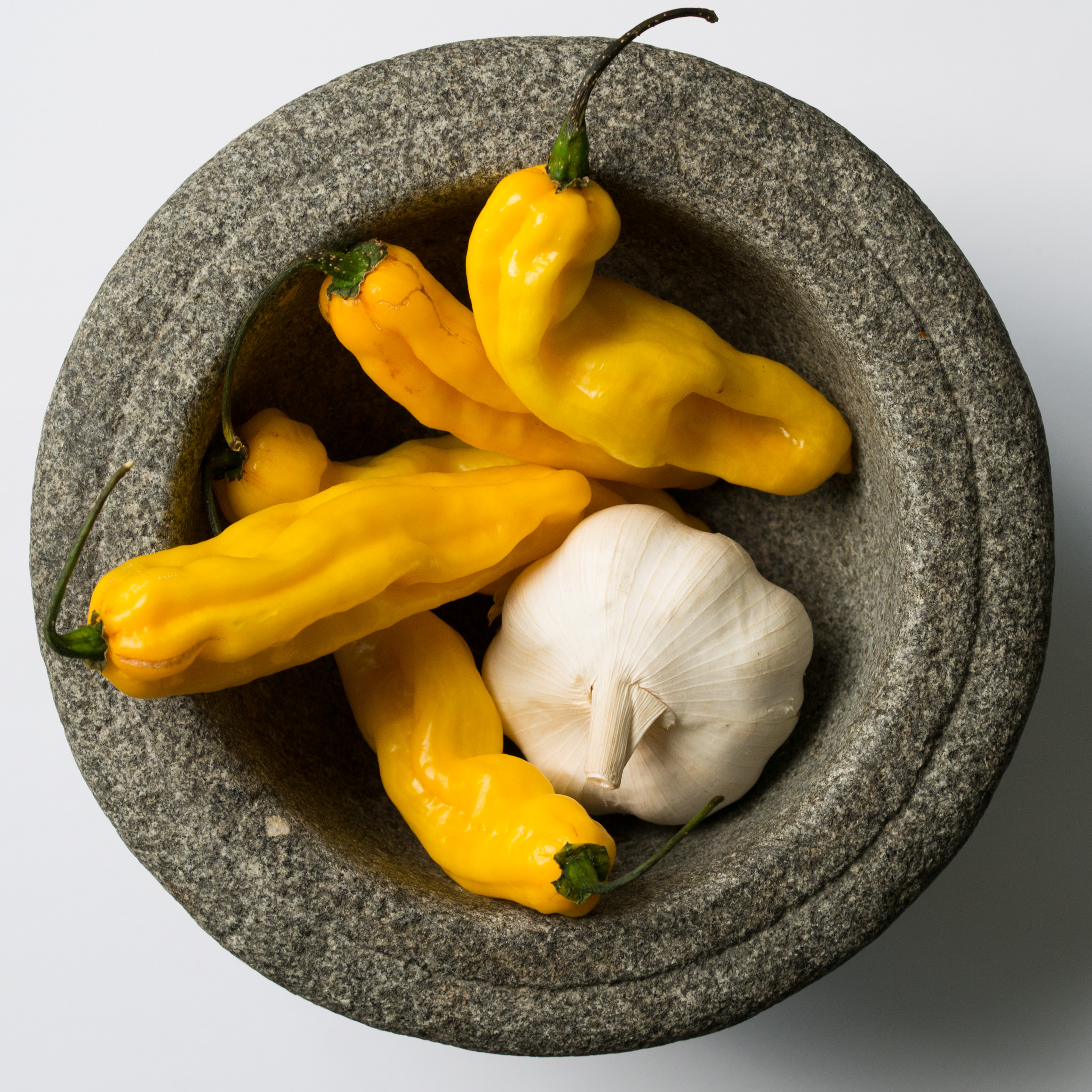
Madame Jeanettes en knoflook

Verschillende producten worden veelvoudig gebruikt in de Surinaamse keuken. Basisvoedsel is onder meer rijst, aardvruchten zoals tayer en cassave (Creools) en roti (Hindoestaans). Kip in tal van variaties, van het Chinese los foroe en het Hindoestaanse massala kip tot het Creoolse pom, vormt in veel gerechten een van de hoofdingrediënten. In tegenstelling tot het varken of de koe, die door religieuze voorschriften niet door alle bevolkingsgroepen kunnen worden genuttigd, gelden er geen religieuze beperkingen op kip. Als smaakmakers worden zoutvlees en bakkeljauw (stokvis) veelvuldig gebruikt. 
De overvloedige aanwezigheid van water, maakt dat er ook veel soorten vis beschikbaar zijn, die vaak worden aangeduid naar de type wateren waar deze worden gevangen. Kwikwi is een robuuste vis en wordt gebruikt in het gelijknamig gerecht. Deze vis leeft met name in de dichtbegroeide zwampen (moerassen) net als de walapa en prake (sidderaal). De koebi is een riviervis van de grote rivieren die traditioneel door de inheemsen, Creolen en Hindoestanen wordt gevangen. Gerookte koemakoema (geelbagger) en kodokoe worden in de riviermondingen met lange lijnen gevangen door met name Hindoestanen en Javanen. Vissen van de kleinere kreken en bovenrivieren die veelvuldig worden gegeten zijn onder andere de anjoemara, ston-fisi, toekoenari,  koemaroe en piren (zwarte piranha).
In het tropische klimaat van Suriname groeien vele soorten groenten. Sommigen zijn van Zuid-Amerikaanse afkomst, maar met de immigratie van de verschillende bevolkingsgroepen zijn veel groenten uit verschillende werelddelen meegekomen naar Suriname en geïntegreerd in de lokale keuken. Voorbeelden van veel gebruikte groenten in de Surinaamse keuken zijn: kousenband, okra of oker, antruwa, tayerblad, boulanger en sopropo. Om gerechten een pittige smaak te geven worden verse pepers als de Madame Jeanette en de hete Adjuma gebruikt.

## Typische gerechten

### Warme gerechten

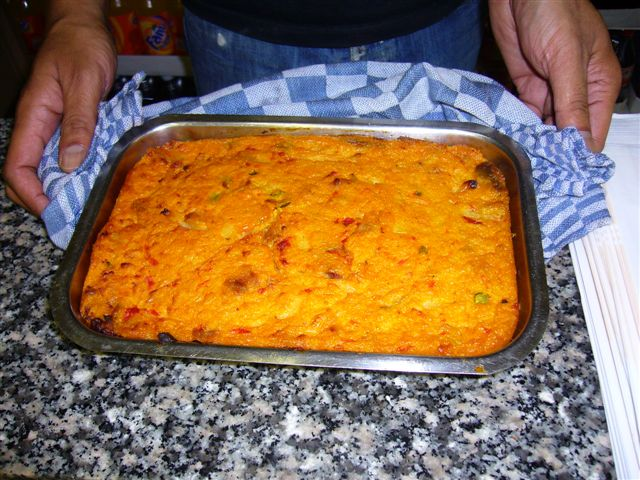
Pom

Pom is een bijzonder populair feestgerecht, dat oorspronkelijk van Surinaams-Joodse afkomst is, maar vooral met de Creoolse keuken wordt geassocieerd. Naast de ovenschotel pom wordt ook roti (vaak geserveerd met een vulling van massala-kip, aardappel en groente) vaak gegeten bij feestelijke gelegenheden met veel gasten. Andere bekende gerechten zijn moksi-aleisi (gekookte rijst met zoutvlees, garnalen of droge/ warme vis en eventueel groente) en de oorspronkelijk Javaanse nasi goreng en bami goreng, die op het westelijk halfrond een eigen ontwikkeling hebben doorgemaakt. De bekendheid in Nederland van BB met R en rijst met kousenband kan mede worden toegeschreven aan de Surinaamse zangers Max Woiski sr. respectievelijk zijn zoon Max Woiski jr.

### Bijgerechten
Naast de hoofdgerechten worden vaak verschillende bijgerechten geserveerd om extra smaken toe te voegen, als zout, zuur of zoet. Zo zijn er tal van soorten sambals, die weinig tot zeer veel peper kunnen bevatten. Maar ook ingemaakte zoute lemmetje is een bekende toevoeging aan het eten of bakabana gemaakt van bakbanaan.

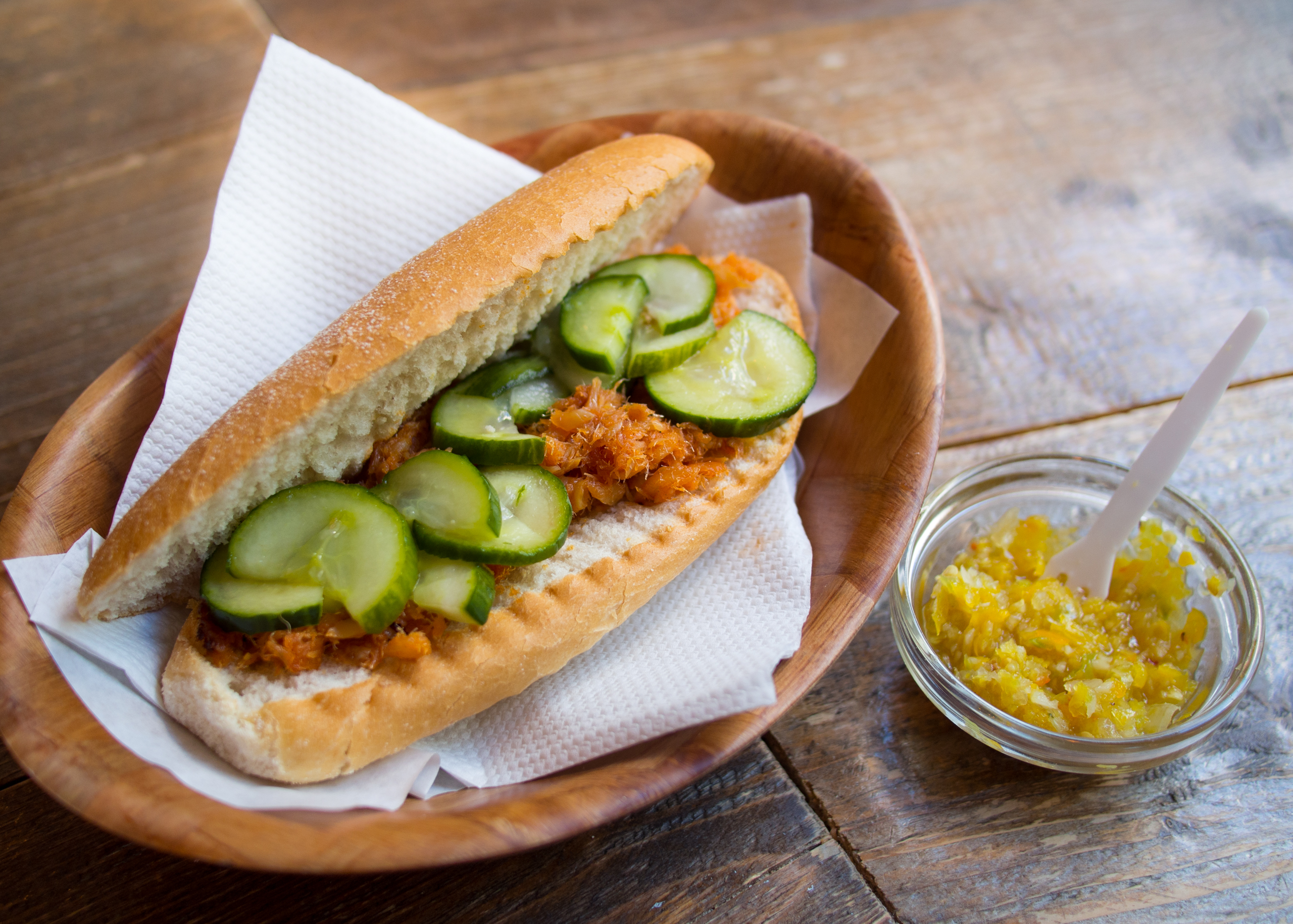
Broodje bakeljauw

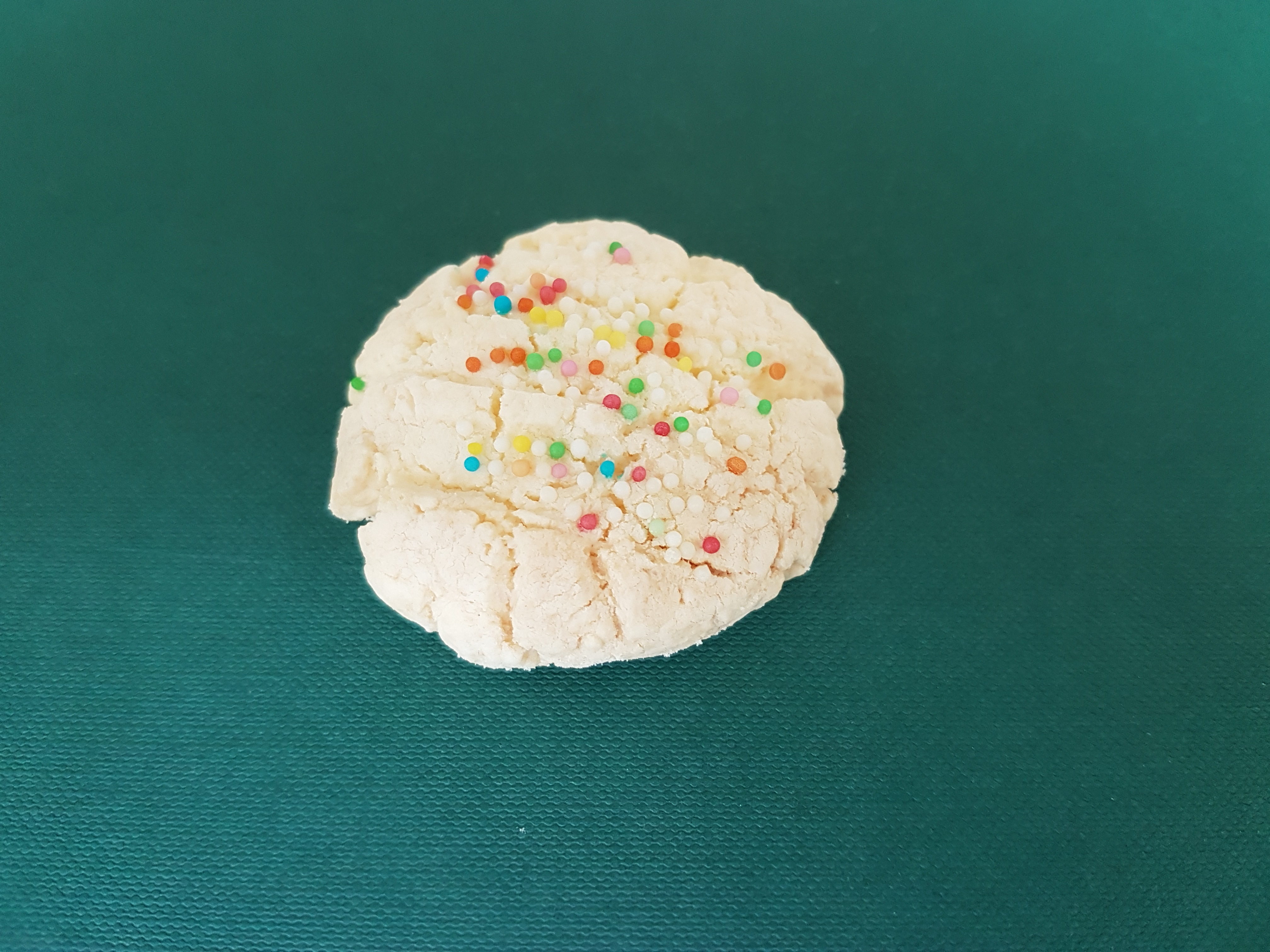
Maizenakoekje

### Koude gerechten en snacks
In Suriname worden verschillende vormen van brood en deegwaren gegeten. Onder Nederlandse invloed zijn veel broodtypes algemeen, waaronder het bekende puntbroodje. Hieruit is een groot assortiment aan belegde Surinaamse broodjes voortgekomen, die ook algemeen in Nederland verkrijgbaar zijn en met typisch Surinaamse gerechten als bakkeljauw, kip of zoutvlees worden belegd. 
Met name in het binnenland worden van cassave platte broden gebakken. 
De Bara is een Hindoestaanse snack waarbij met komijn, knoflook, kurkuma en Madame Jeanette pepers gekruid deeg wordt gefrituurd.

### Dessert en zoet
Een feestelijk zoet gerecht is de fiadoe, oorspronkelijk afkomstig uit de Surinaams-Joodse keuken. Het is een taart met cake-achtige structuur en vaak gevuld met rozijnen, krenten, amandelen, sukade en rum. Feestelijk zijn ook de eenvoudige Maizenakoekjes die van maïszetmeel worden gemaakt en met gekleurde spikkels worden versierd.
Schaafijs is een populair tussendoortje in het warme Surinaamse klimaat, maar in toenemende mate ook in Nederland tijdens de zomermaanden. Op een "schaafkar" wordt een blok ijs geplaatst, dat vervolgens wordt geschaafd met een metalen ijsschaaf. Het ijsschaafsel wordt gepresenteerd in een beker en met siroop overgoten. Siroopsmaken die vaak terug te zien zijn: cola, kokos, tamarinde, orgeade ((h)orchatta, van amandel), passievrucht (markoesa/maracuja) en ananas.

## Drinken

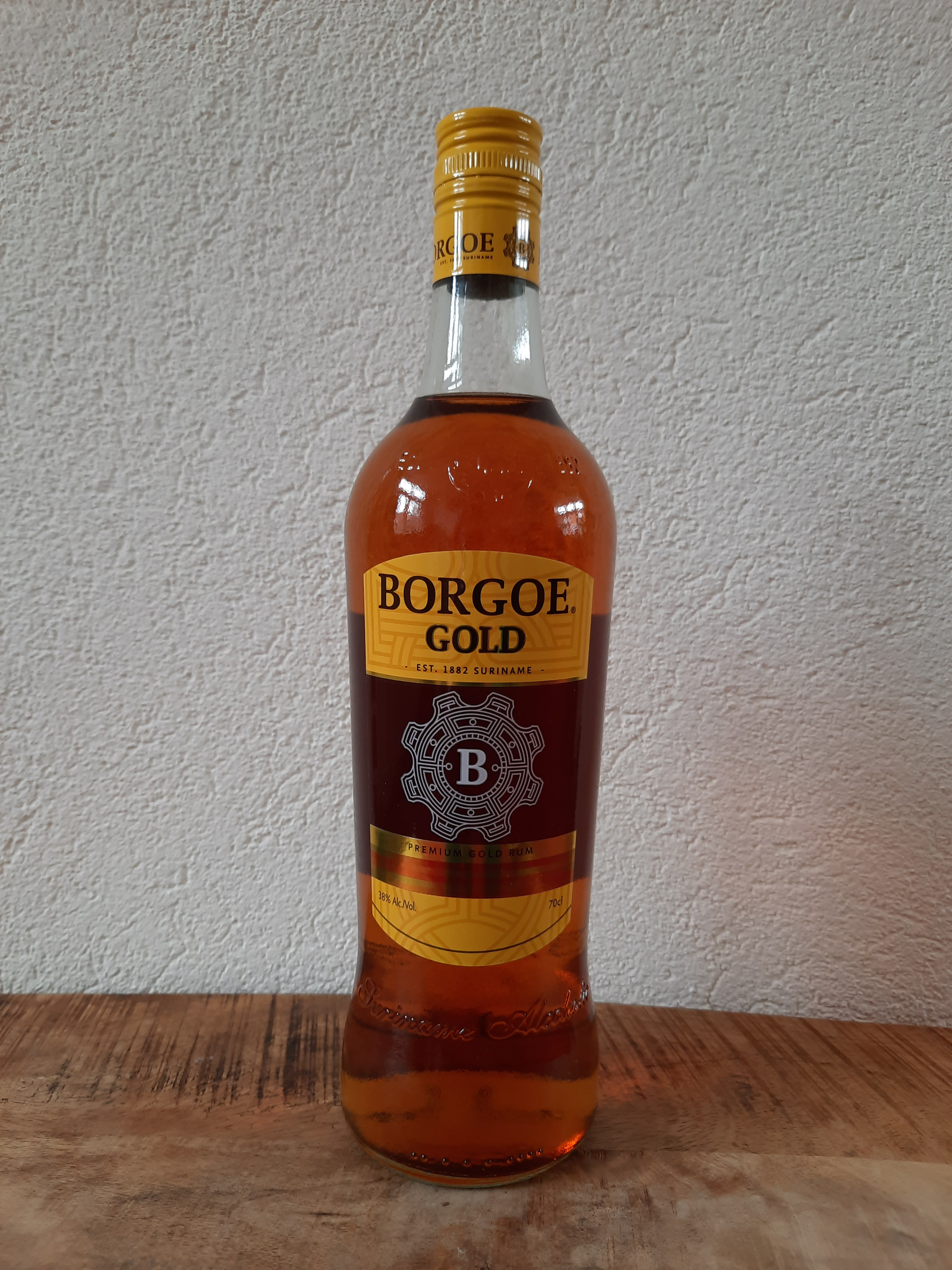
Een fles Borgoe Rum.

Ook op het gebied van dranken is de Surinaamse keuken sterk beïnvloed en verreikt door de verschillende bevolkingsgroepen, die naar het land zijn gekomen. Zo zijn veel varianten van Surinaamse dranken ook in andere delen van de wereld te vinden, maar vaak wel in een iets andere vorm.

### Alcoholische dranken
Parbo Bier met de typische djogo literflessen, is het grootste Surinaamse biermerk. Andere alcoholische dranken zijn rum, waarbij de Mariënburg Rum van de gelijknamige voormalige suikerplantage bekend is. Kasiri of 'cassavebier', is een licht alcoholische drank door inheemsen wordt gemaakt van cassave. 

### Non-alcoholische dranken
Zoete non-alcoholische dranken en siropen die veelvuldig worden gedronken zijn orgeade en dawet. Orgeade is van oorsprong uit het zuiden van Europa afkomstige drank die door Joodse immigranten naar Suriname is gekomen. Oorspronkelijk was gerst een belangrijk ingrediënt, maar aangezien dit moeilijk in Suriname was te verkrijgen, werd al snel overgeschakeld op amandelen als hoofdingrediënt. Javaanse immigranten namen dawet mee, een siroop met sereh, kokosmelk en met balletjes op basis van maïzena of tapiocameel. Surinaamse dawet heeft meestal een typische roze kleur en kan ook als dessert worden genuttigd.
De Fernandes Group, begin 20ste eeuw opgericht door de Surinaams-Joodse zakenman Isaak Fernandes en zijn zoon Jule Fernandes, produceert een groot aanbod aan frisdranken van zijn eigen merk. Deze worden niet alleen in Suriname, maar ook veelvuldig in Nederland verkocht. Het bedrijf werd groot in de frisdrankenindustrie toen het in de jaren dertig exclusief voor Suriname de bottelrechten van Coca-Cola wist te verwerven. Tegenwoordig heeft Fernandes negen smaken frisdrank op de markt, waarbij het tropische karakter wordt benadrukt.